# Nenince
Nenince (in ungherese Lukanénye) è un comune della Slovacchia facente parte del distretto di Veľký Krtíš, nella regione di Banská Bystrica.